# دوري كرة القدم الإنجليزي 1977–78
دوري كرة القدم الإنجليزي 1977–78 (بالإنجليزية: Football League First Division 1977/78)‏ هو موسم من دوري كرة القدم الإنجليزي. أقيم خلال الفترة 20 أغسطس 1977 وحتى 9 مايو 1978، وفاز فيه نوتينغهام فورست.